# Toilettes spatiales

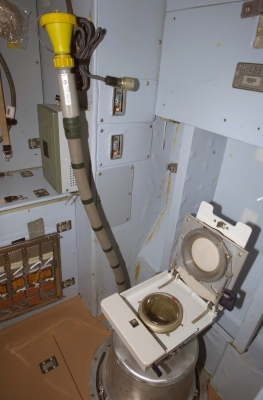
Toilette à gravité zéro sur la Station spatiale internationale dans le module de service Zvezda

Une toilette spatiale ou toilette à gravité zéro est une toilette qui peut être utilisée dans un environnement en apesanteur. En l'absence de poids, la collecte et la rétention des déchets liquides et solides sont dirigées par l'utilisation d'un flux d'air. L'air utilisé pour diriger les déchets étant renvoyé dans la cabine, il est préalablement filtré pour contrôler les odeurs et nettoyer les bactéries. Dans les anciens systèmes, les eaux usées sont évacuées dans l'espace et tous les solides sont comprimés et stockés pour être éliminés lors de l'atterrissage. Des systèmes plus modernes exposent les déchets solides à des pressions de vide pour tuer les bactéries, ce qui empêche les problèmes d'odeur et tue les agents pathogènes.

## Contexte
Lorsque les humains voyagent dans l'espace, l'apesanteur fait en sorte que les fluides se répartissent uniformément autour de leur corps. Leurs reins détectent le mouvement des fluides et une réaction physiologique oblige les humains à se soulager dans les deux heures suivant leur départ de la Terre. En conséquence, les toilettes spatiales ont été le premier appareil activé sur les vols de navette, après que les astronautes se soient débouclés.

## Éléments de base

Schéma des circuits du WCS de la navette spatiale

Il y a quatre pièces de base dans une toilette spatiale : le tube à vide pour déchets liquides, la chambre à vide, les tiroirs de stockage des déchets et les sacs de collecte des déchets solides. Le tube à vide pour déchets liquides est un long tuyau de 80 à 90 cm en caoutchouc ou en plastique qui est attaché à la chambre à vide et connecté à un ventilateur qui fournit une aspiration. À l'extrémité du tube, il y a un réceptacle d'urine détachable, qui existe en différentes versions pour les astronautes masculins et féminins. Le réceptacle d'urine masculin est un entonnoir en plastique de 5 à 7 centimètres de largeur et d'environ 10 centimètres de profondeur. Un astronaute masculin urine directement dans l'entonnoir avec un éloignement de 5 à 7 cm. L'entonnoir femelle est ovale et mesure 5 cm par 10 cm de large à l'extrémité. Près du bord de l'entonnoir se trouvent de petits trous ou fentes qui permettent au mouvement de l'air d'empêcher une aspiration excessive. La chambre à vide est un cylindre d'environ 30 cm de profondeur et 5 cm de large avec des clips sur le bord où les sacs de collecte des déchets peuvent être attachés et un ventilateur qui assure l'aspiration. L'urine est pompée et stockée dans des tiroirs de stockage des déchets. Les déchets solides sont stockés dans un sac détachable fait d'un matériel spécial qui laisse le gaz (mais pas de liquide ou de solide) s'échapper, une caractéristique qui permet au ventilateur à l'arrière de la chambre à vide de tirer les déchets dans le sac. Lorsque l'astronaute a terminé, il ou elle tord le sac et le place dans un tiroir de stockage des déchets. Des échantillons d'urine et de déchets solides sont congelés et amenés sur Terre pour être testés. 

## Conceptions

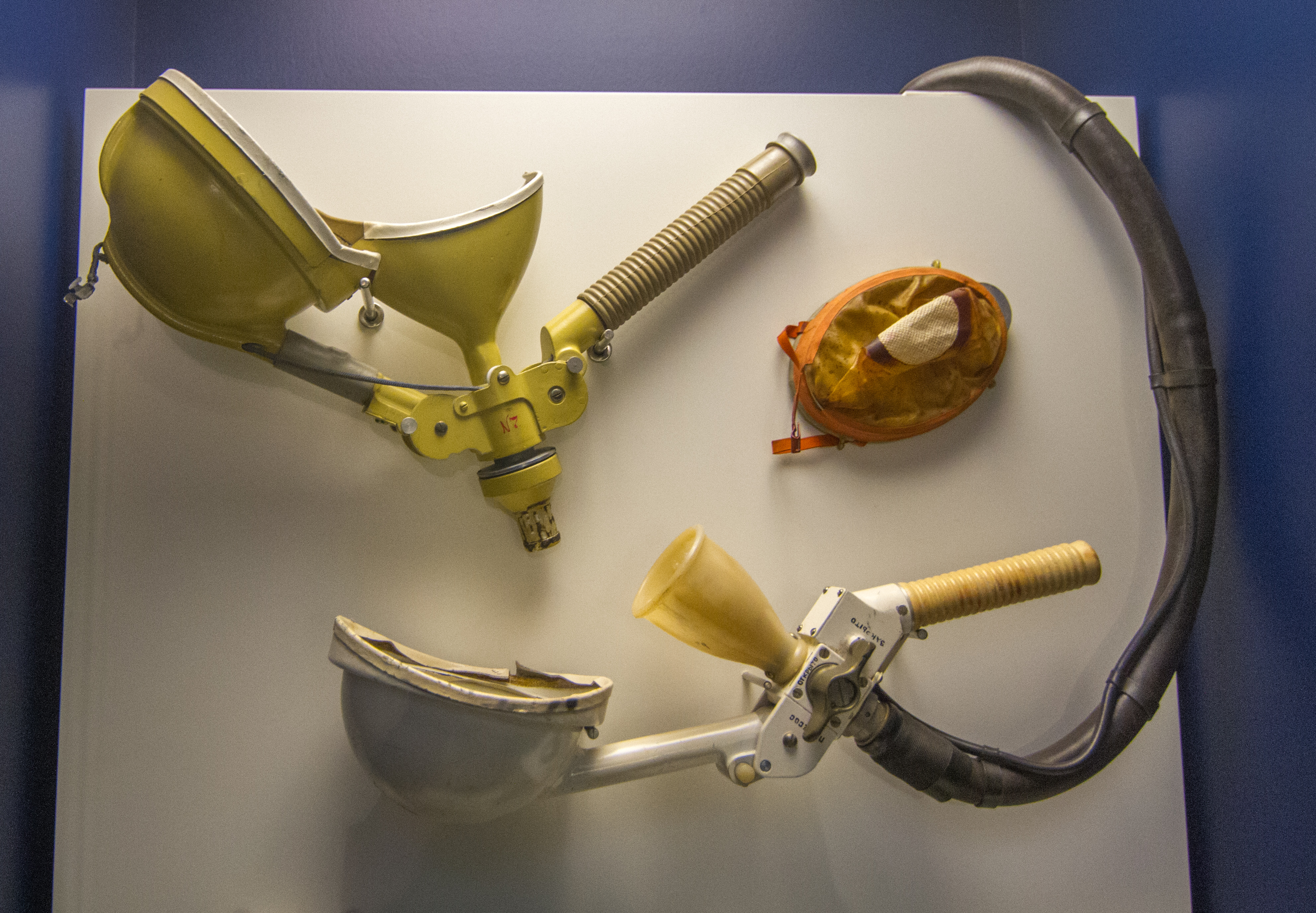
Toilettes sur le véhicule spatial Soyouz

### Space Shuttle Waste Collection System

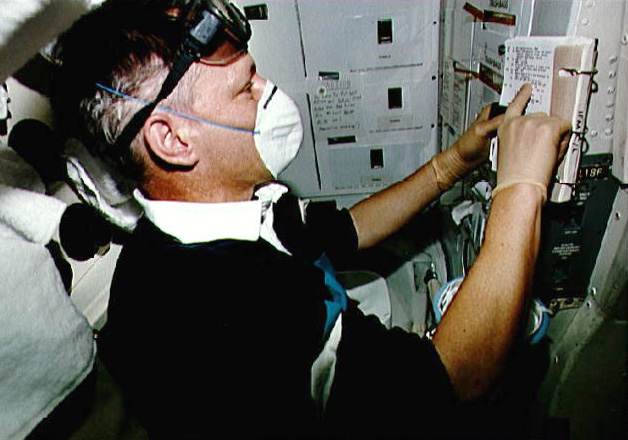
Le spécialiste de mission Claude Nicollier examine le manuel de réparation du WCS pendant STS-46

Les toilettes utilisées sur la navette spatiale s'appellent le Système de collection des déchets (Waste Collection System, WCS). En plus du flux d'air, il utilise également des ventilateurs rotatifs pour distribuer les déchets solides pour le stockage en vol. Les déchets solides sont répartis dans un conteneur cylindrique qui est ensuite exposé au vide pour sécher les déchets. [réf. nécessaire] Les déchets liquides sont évacués vers l'espace. Pendant la mission STS-46, l'un des ventilateurs a mal fonctionné et le membre d'équipage Claude Nicollier a dû effectuer une maintenance en vol (in-flight maintenance, IFM). Une panne antérieure et complète, sur le vol d'essai de huit jours STS-3, a forcé son équipage de deux hommes (Jack Lousma et Gordon Fullerton) à utiliser un dispositif de retenue des matières fécales (fecal containment device, FCD) pour l'élimination des déchets[réf. nécessaire].

### ISS
Il y a deux toilettes sur la Station spatiale internationale, situées dans les modules Zvezda et Tranquillity. Ils utilisent un système d'aspiration entraîné par ventilateur semblable au WCS de la navette spatiale. Les déchets liquides sont collectés dans des récipients de 20 litres. Les déchets solides sont collectés dans des sacs micro-perforés individuels qui sont stockés dans un conteneur en aluminium. Les conteneurs pleins sont transférés par Progress pour l'élimination. Un compartiment déchets et hygiène supplémentaire fait partie du module Tranquillité lancé en 2010. En 2007, la NASA a acheté une toilette de fabrication russe similaire à celle déjà à bord de l'ISS plutôt que d'en développer une en interne.
Le 21 mai 2008, la pompe de séparation gaz-liquide est tombée en panne dans les toilettes de Zvezda, bien que la partie des déchets solides fonctionnait toujours. L'équipage a tenté de remplacer diverses pièces, mais n'a pas pu réparer la pièce défectueuse. Dans l'intervalle, ils ont utilisé un mode manuel pour la collecte d'urine. L'équipage avait d'autres options : utiliser les toilettes du module de transport Soyouz (qui n'a qu'une capacité de quelques jours d'utilisation) ou utiliser des sacs de collecte d'urine au besoin. Une pompe de remplacement a été envoyée de Russie dans une valise diplomatique afin que la navette spatiale Discovery puisse l'emmener à la station dans le cadre de la mission STS-124 le 2 juin,,.

### Autres modèles
Les toilettes de la station spatiale soviétique / russe Mir ont également utilisé un système similaire au WCS.
Alors que le vaisseau spatial Soyouz avait des toilettes à bord depuis son introduction en 1967 (en raison de l'espace supplémentaire dans le module orbital), tous les vaisseaux spatiaux Gemini et Apollo obligeaient les astronautes à uriner dans un soi-disant « tube de secours » dans lequel le contenu était déversé dans l'espace (ex : la scène de vidage d'urine dans le film Apollo 13), tandis que les matières fécales étaient collectées dans des sacs spécialement conçus. Les installations étaient si inconfortables que, pour éviter de les utiliser, les astronautes mangeaient moins de la moitié de la nourriture disponible pendant leurs vols. La station spatiale Skylab, utilisée par la NASA entre mai 1973 et mars 1974, avait une installation WCS à bord qui servait de prototype au WCS de la navette, mais comportait également une installation de douche à bord. Les toilettes Skylab, qui ont été conçues et construites par la Fairchild Republic Corp. à Long Island, étaient principalement un système médical pour collecter et retourner sur Terre des échantillons d'urine, de matières fécales et de vomissements afin d'étudier l'équilibre du calcium chez les astronautes. 
Même avec les installations, les astronautes et les cosmonautes des deux systèmes de lancement utilisent un nettoyage des intestins avant le lancement et des régimes à faible teneur en résidus pour minimiser le besoin de défécation. Les toilettes Soyouz ont été utilisées lors d'une mission de retour de Mir.
NPP Zvezda est un développeur russe d'équipements spatiaux, qui comprend des toilettes à gravité nulle.
Des toilettes spatiales de nouvelle génération, le système universel de gestion des déchets (Universal Waste Management System, UWMS), sont en cours de développement par la NASA pour Orion et d'autres missions de longue durée,. Il devrait être plus silencieux, plus léger, plus fiable, plus hygiénique et plus compact que les systèmes précédents.